# Estación de Bélgica
Bélgica es una estación de la línea ML-2 de Metro Ligero Oeste situada en la vía de las Dos Castillas junto a la intersección con la calle Bélgica, en Pozuelo de Alarcón. Es la estación más cercana al centro de Pozuelo de toda la línea, no sirviendo ninguna al centro propiamente dicho. Abrió al público el 27 de julio de 2007.
Su tarifa corresponde a la zona B1 según el Consorcio Regional de Transportes.

## Accesos
- Bélgica Vía de las Dos Castillas, 5

## Líneas y conexiones

### Metro Ligero
| << cabecera    | < estación    | línea | estación >    | cabecera >> |
| -------------- | ------------- | ----- | ------------- | ----------- |
| Colonia Jardín | Pozuelo Oeste |       | Dos Castillas | Aravaca     |